# Maciej Bornecki
Maciej Bornecki (ur. 22 czerwca 1979 w Zielonej Górze) – polski żużlowiec.
Sport żużlowy uprawiał w latach 1996–2002 w barwach klubów ZKŻ Zielona Góra (1996–2000) oraz Wanda Kraków (2001–2002).
Brązowy medalista młodzieżowych drużynowych mistrzostw Polski (Rybnik 2000). Dwukrotny finalista turniejów o "Brązowy Kask" (Piła 1997 – jako rezerwowy, Ostrów Wielkopolski 1998 – XIV miejsce).